# Cúpula de la Roca

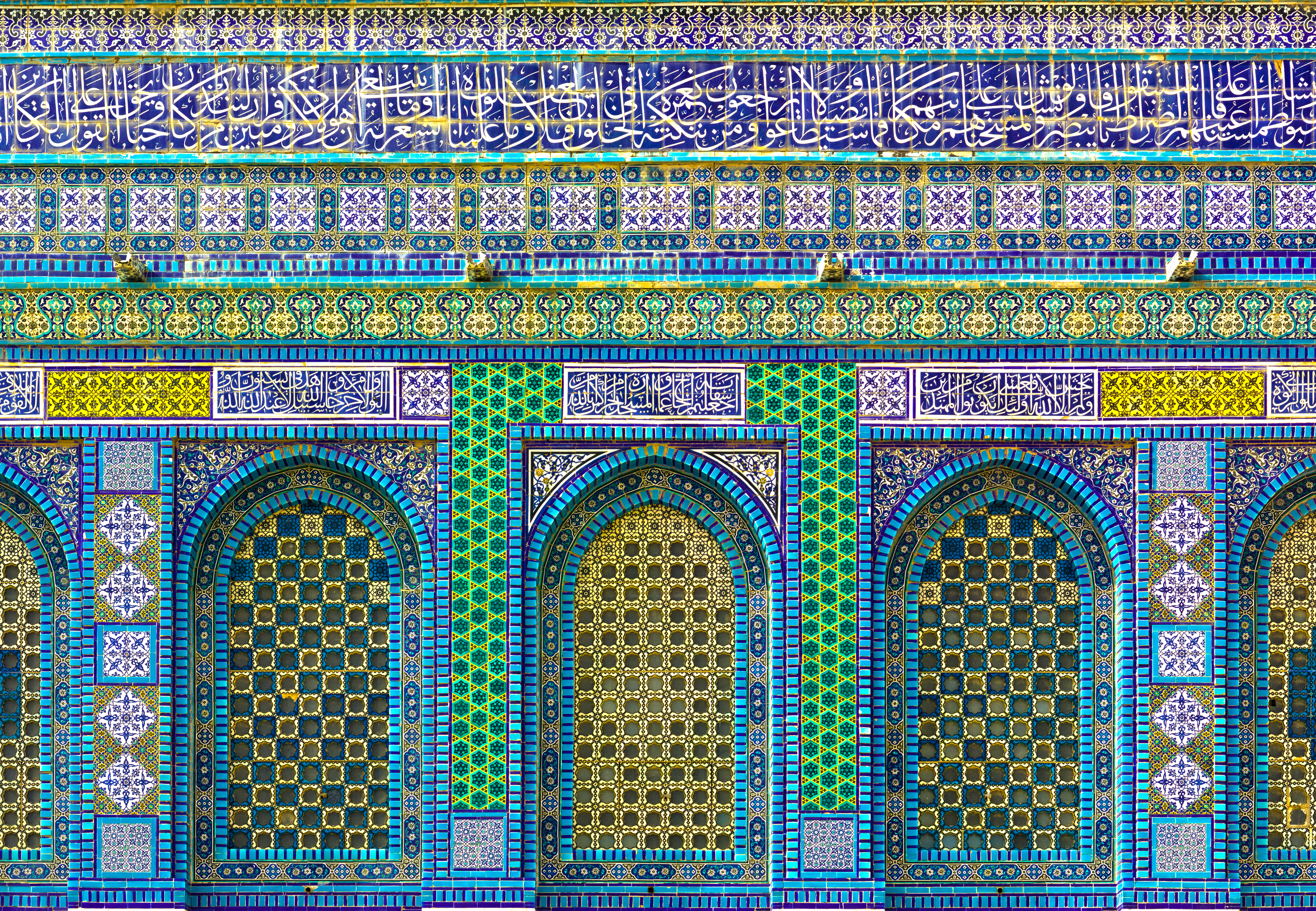
Vista exterior

La Cúpula de la Roca (àrab: قبة الصخرة, Qubbat aṣ-Ṣaẖra) és un temple islàmic situat a Jerusalem, al centre de la muntanya del Temple. Va ser construït entre els anys 687 i 691 pel novè califa, Abd-al-Màlik ibn Marwan. Sense canvis essencials durant més de tretze segles, és un dels llocs més representatius de la ciutat.
Els musulmans creuen que la roca que es troba al centre de la cúpula és el punt des del qual Mahoma va ascendir de manera miraculosa al cel per reunir-se amb Déu, acompanyat per l'àngel Gabriel, episodi conegut com a Làylat al-Miraj. És un lloc sagrat per als musulmans.
Els jueus, que l'anomenen Kipat Hasela (hebreu: כיפת הסלע‎), afirmen que aquest lloc va ser on Abraham va estar a punt de sacrificar el seu fill Isaac per ordre d'Elohim. És també l'indret a on Jacob va veure l'escala cap el cel, i a on es trobava el Temple de Jerusalem. Altres tradicions jueves diuen que és el punt on es va posar la primera pedra per a construir el món. L'islam recull també la tradició del sacrifici d'Abraham, encara que en aquesta tradició el fill no era Isaac, sinó el primogènit, Ismael.